# Miracles (Coldplay)
Miracles è un brano musicale del gruppo musicale britannico Coldplay, presente nella colonna sonora del film Unbroken del 2014.

## Classifiche
| Classifiche (2014) | Posizione massima |
| ------------------ | ----------------- |
| Francia            | 153               |
| Regno Unito        | 95                |
| Spagna             | 39                |
| Stati Uniti        | 107               |